# Championnat d'Europe de saut d'obstacles 1971
Navigation
Édition précédente Édition suivante
Le championnat d'Europe de saut d'obstacles 1971, onzième édition des championnats d'Europe de saut d'obstacles, a eu lieu en 1971 à Aix-la-Chapelle, en Allemagne de l'Ouest. Il est remporté par l'Allemand Hartwig Steenken.